# 日本のラジオ放送局
日本のラジオ放送局（にほんのラジオほうそうきょく）は、電波法並びに放送法の規定では、特定地上基幹放送事業者と、基幹放送局提供事業者に区分される。前者は演奏所・送信所とも同一の事業者が管理する制度である。後者は送信所のみを管理し、演奏所を持つ認定基幹放送事業者によって利用される事を目的としている者である。
また、経営形式に主眼を置くと、全国1法人のNHKと、各地に存在する民間放送に大別される。
日本の民間ラジオ放送局の多くはネットワーク組織に加盟してラジオネットワークを形成しており、AMラジオはJRNとNRN、FMラジオはJFNとJFL、MegaNet、さらにNHK-FM放送と放送大学を除く全民放FM局が参加している全国FM連合がある。
ただし、JFLとMegaNet、全国FM連合は他に比べ、ネットワークとしての関係はそれほど密ではなく、情報交換や一部の番組販売、不定期の共同キャンペーン実施などに留まっている。

## 県域放送または広域放送（地上波放送）
※★はテレビ・ラジオ兼営局、▼は2024年4月1日現在のAMステレオ実施局。●は、放送単位における親局と同一法人であり、独自の放送を行っている局。2011年7月20日から2016年5月31日まで、茨城放送のみ基幹放送局提供事業者（株式会社IBS）の放送局設備を利用する認定基幹放送事業者だったが、他は特定地上基幹放送事業者による放送である。
| 放送対象地域 | 放送対象地域 | NHK              | NHK              | NHK               | 民放                               | 民放                                            | 民放                                         | 民放                                        | 民放                                                                                    | 民放                                 | 民放                      | 民放                                                                                               | 民放                       | 民放   | 民放                    |
| 放送対象地域 | 放送対象地域 | AM放送           | AM放送           | FM                | AM放送                             | AM放送                                          | AM放送                                       | AM放送                                      | AM放送                                                                                  | AM放送                               | FM放送                    | FM放送                                                                                             | FM放送                     | FM放送 | FM放送                  |
| 放送対象地域 | 放送対象地域 | ラジオ第1 （R1） | ラジオ第2 （R2） | FM                | JRN                                | JRN・NRN クロスネット局                         | JRN・NRN クロスネット局                      | NRN                                         | NRN                                                                                     | 独立局                               | JFN                       | JFL                                                                                                | 外国語放送 （旧：MegaNet） | 独立局 | コミュニティ 放送局の数 |
| ------------ | ------------ | ---------------- | ---------------- | ----------------- | ---------------------------------- | ----------------------------------------------- | -------------------------------------------- | ------------------------------------------- | --------------------------------------------------------------------------------------- | ------------------------------------ | ------------------------- | -------------------------------------------------------------------------------------------------- | -------------------------- | ------ | ----------------------- |
| 北海道       | 札幌         | NHK札幌放送局    | NHK札幌放送局    | NHK札幌放送局     |                                    | ★北海道放送 （HBC）                             | ★北海道放送 （HBC）                          | STVラジオ （STV）                           | STVラジオ （STV）                                                                       |                                      | エフエム北海道 （AIR-G'） | FM NORTH WAVE （NORTH WAVE）                                                                       |                            |        | 13                      |
| 北海道       | 室蘭         | NHK室蘭放送局    | NHK室蘭放送局    | NHK室蘭放送局     | ●HBC函館放送局                     | ●HBC函館放送局                                  |                                              | STVラジオ （STV）                           | STVラジオ （STV）                                                                       | 2                                    | エフエム北海道 （AIR-G'） | |                            |        |                         |
| 北海道       | 函館         | NHK函館放送局    | NHK函館放送局    | NHK函館放送局     | ●HBC函館放送局                     | ●HBC函館放送局                                  | ●STV函館放送局                               | ●STV函館放送局                              | FM NORTH WAVE （NORTH WAVE）                                                            | 1                                    | エフエム北海道 （AIR-G'） | |                            |        |                         |
| 北海道       | 旭川         | NHK旭川放送局    | NHK旭川放送局    | NHK旭川放送局     | ●HBC旭川放送局                     | ●HBC旭川放送局                                  | ●STV旭川放送局                               | ●STV旭川放送局                              | FM NORTH WAVE （NORTH WAVE）                                                            | 5                                    | エフエム北海道 （AIR-G'） | |                            |        |                         |
| 北海道       | 帯広         | NHK帯広放送局    | NHK帯広放送局    | NHK帯広放送局     | ●HBC帯広放送局                     | ●HBC帯広放送局                                  | ●STV帯広放送局                               | ●STV帯広放送局                              | FM NORTH WAVE （NORTH WAVE）                                                            | 2                                    | エフエム北海道 （AIR-G'） | |                            |        |                         |
| 北海道       | 釧路         | NHK釧路放送局    | NHK釧路放送局    | NHK釧路放送局     | ●HBC帯広放送局                     | ●HBC帯広放送局                                  | ●STV釧路放送局                               | ●STV釧路放送局                              | FM NORTH WAVE （NORTH WAVE）                                                            | 3                                    | エフエム北海道 （AIR-G'） | |                            |        |                         |
| 北海道       | 北見         | NHK北見放送局    | NHK北見放送局    | NHK北見放送局     | ●HBC旭川放送局                     | ●HBC旭川放送局                                  | ●STV北見放送局                               | ●STV北見放送局                              |                                                                                         | 2                                    | エフエム北海道 （AIR-G'） | |                            |        |                         |
| 青森県       | 青森県       | NHK青森放送局    | NHK青森放送局    | NHK青森放送局     | ★青森放送 （RAB）                  | ★青森放送 （RAB）                               |                                              |                                             | エフエム青森 （FM青森、AFB）                                                            | 4                                    |                           | |                            |        |                         |
| 岩手県       | 岩手県       | NHK盛岡放送局    | NHK盛岡放送局    | NHK盛岡放送局     | ★IBC岩手放送 （IBC）               | ★IBC岩手放送 （IBC）                            | エフエム岩手 （FMI）                         | 5                                           |                                                                                         |                                      |                           | |                            |        |                         |
| 秋田県       | 秋田県       | NHK秋田放送局    | NHK秋田放送局    | NHK秋田放送局     | ★秋田放送 （ABS）                  | ★秋田放送 （ABS）                               | エフエム秋田 （FM秋田、AFM）                 | 4                                           |                                                                                         |                                      |                           | |                            |        |                         |
| 山形県       | 山形県       | NHK山形放送局    | NHK山形放送局    | NHK山形放送局     | ★山形放送 （YBC）                  | ★山形放送 （YBC）                               | エフエム山形 （Rhythm Station）              | 3                                           |                                                                                         |                                      |                           | |                            |        |                         |
| 宮城県       | 宮城県       | NHK仙台放送局    | NHK仙台放送局    | NHK仙台放送局     | ★東北放送 （TBC）                  | ★東北放送 （TBC）                               | エフエム仙台 （Date fm）                     | 7                                           |                                                                                         |                                      |                           | |                            |        |                         |
| 福島県       | 福島県       | NHK福島放送局    | NHK福島放送局    | NHK福島放送局     | ラジオ福島 （RFC）                 | ラジオ福島 （RFC）                              | エフエム福島 （ふくしまFM）                  | 6                                           |                                                                                         |                                      |                           | |                            |        |                         |
| 関東         | 東京都       | NHK首都圏局      | NHK首都圏局      | NHK首都圏局       | TBSラジオ （TBS）                  |                                                 |                                              | 文化放送 （QR） ニッポン放送 （LF）         |                                                                                         | エフエム東京 （TOKYO FM、TFM）       | J-WAVE                    | InterFM897 （interfm） （東京都区部 さいたま市 千葉市 成田国際空港 横浜市 川崎市） （JFN特別加盟） | 11                         |        |                         |
| 関東         | 神奈川県     | NHK首都圏局      | NHK首都圏局      | NHK横浜放送局     | TBSラジオ （TBS）                  | アール・エフ・ラジオ日本 （ラジオ日本、RF）     |                                              | 文化放送 （QR） ニッポン放送 （LF）         |                                                                                         | 横浜エフエム放送 （FMヨコハマ、YFM） | 13                        | InterFM897 （interfm） （東京都区部 さいたま市 千葉市 成田国際空港 横浜市 川崎市） （JFN特別加盟） |                            |        |                         |
| 関東         | 埼玉県       | NHK首都圏局      | NHK首都圏局      | NHKさいたま放送局 | TBSラジオ （TBS）                  |                                                 | エフエムナックファイブ （NACK5）             | 文化放送 （QR） ニッポン放送 （LF）         | 4                                                                                       |                                      |                           | InterFM897 （interfm） （東京都区部 さいたま市 千葉市 成田国際空港 横浜市 川崎市） （JFN特別加盟） |                            |        |                         |
| 関東         | 千葉県       | NHK首都圏局      | NHK首都圏局      | NHK千葉放送局     | TBSラジオ （TBS）                  | ベイエフエム （BAYFM）                          | 4                                            | 文化放送 （QR） ニッポン放送 （LF）         |                                                                                         |                                      |                           | InterFM897 （interfm） （東京都区部 さいたま市 千葉市 成田国際空港 横浜市 川崎市） （JFN特別加盟） |                            |        |                         |
| 関東         | 群馬県       | NHK首都圏局      | NHK首都圏局      | NHK前橋放送局     | TBSラジオ （TBS）                  | エフエム群馬 （FM GUNMA、FMG）                  |                                              | 文化放送 （QR） ニッポン放送 （LF）         |                                                                                         | 7                                    |                           | |                            |        |                         |
| 関東         | 栃木県       | NHK首都圏局      | NHK首都圏局      | NHK宇都宮放送局   | TBSラジオ （TBS）                  | 栃木放送 （CRT）                                | エフエム栃木 （RADIO BERRY）                 | 文化放送 （QR） ニッポン放送 （LF）         | 4                                                                                       |                                      |                           | |                            |        |                         |
| 関東         | 茨城県       | NHK首都圏局      | NHK首都圏局      | NHK水戸放送局     | TBSラジオ （TBS）                  | LuckyFM茨城放送 （LuckyFM）                     |                                              | 文化放送 （QR） ニッポン放送 （LF）         | 4                                                                                       |                                      |                           | |                            |        |                         |
| 山梨県       | 山梨県       | NHK甲府放送局    | NHK甲府放送局    | NHK甲府放送局     |                                    | ★山梨放送 （YBS）                               | ★山梨放送 （YBS）                            |                                             |                                                                                         | エフエム富士 （FM FUJI、FMF）        | 4                         | |                            |        |                         |
| 静岡県       | 静岡県       | NHK静岡放送局    | NHK静岡放送局    | NHK静岡放送局     | ★静岡放送 （SBS）                  | ★静岡放送 （SBS）                               | 静岡エフエム放送 （K-MIX）                   |                                             | 9                                                                                       |                                      |                           | |                            |        |                         |
| 長野県       | 長野県       | NHK長野放送局    | NHK長野放送局    | NHK長野放送局     | ★信越放送 （SBC）                  | ★信越放送 （SBC）                               | 長野エフエム放送 （FM長野）                  | 6                                           |                                                                                         |                                      |                           | |                            |        |                         |
| 新潟県       | 新潟県       | NHK新潟放送局    | NHK新潟放送局    | NHK新潟放送局     | ★新潟放送 （BSN）                  | ★新潟放送 （BSN）                               | エフエムラジオ新潟 （FM-NIIGATA）            | 10                                          |                                                                                         |                                      |                           | |                            |        |                         |
| 富山県       | 富山県       | NHK富山放送局    | NHK富山放送局    | NHK富山放送局     | ★北日本放送 （KNB）                | ★北日本放送 （KNB）                             | 富山エフエム放送 （FMとやま）                | 5                                           |                                                                                         |                                      |                           | |                            |        |                         |
| 石川県       | 石川県       | NHK金沢放送局    | NHK金沢放送局    | NHK金沢放送局     | ★北陸放送 （MRO）                  | ★北陸放送 （MRO）                               | エフエム石川 （HELLO FIVE）                  | 5                                           |                                                                                         |                                      |                           | |                            |        |                         |
| 福井県       | 福井県       | NHK福井放送局    | NHK福井放送局    | NHK福井放送局     | ★福井放送 （FBC）                  | ★福井放送 （FBC）                               | 福井エフエム放送 （FM福井）                  | 3                                           |                                                                                         |                                      |                           | |                            |        |                         |
| 中京         | 愛知県       | NHK 名古屋放送局 | NHK 名古屋放送局 | NHK名古屋放送局   | CBCラジオ （CBC）                  |                                                 |                                              | 東海ラジオ放送 （TOKAI RADIO、SF）          | 東海ラジオ放送 （TOKAI RADIO、SF）                                                      | エフエム愛知 （FM AICHI、FMA）       | ZIP-FM （ZIP）            | 8                                                                                                  |                            |        |                         |
| 中京         | 岐阜県       | NHK 名古屋放送局 | NHK 名古屋放送局 | NHK岐阜放送局     | CBCラジオ （CBC）                  | ★岐阜放送ラジオ （ぎふチャン、GBS）             | エフエム岐阜 （FM GIFU）                     | 東海ラジオ放送 （TOKAI RADIO、SF）          | 東海ラジオ放送 （TOKAI RADIO、SF）                                                      |                                      | 4                         | |                            |        |                         |
| 中京         | 三重県       | NHK 名古屋放送局 | NHK 名古屋放送局 | NHK津放送局       | CBCラジオ （CBC）                  |                                                 | 三重エフエム放送 （レディオキューブ FM三重） | 東海ラジオ放送 （TOKAI RADIO、SF）          | 東海ラジオ放送 （TOKAI RADIO、SF）                                                      | 3                                    |                           | |                            |        |                         |
| 近畿         | 滋賀県       | NHK大津放送局    | NHK大阪放送局    | NHK大津放送局     |                                    | MBSラジオ （Mラジ、MBS） 朝日放送ラジオ （ABC） |                                              | ▼ラジオ大阪 （OBC）                         | ●KBS滋賀                                                                                | エフエム滋賀 （e-radio）             | 3                         | |                            |        |                         |
| 近畿         | 京都府       | NHK大阪放送局    | NHK大阪放送局    | NHK京都放送局     | ★京都放送 （KBS京都、KBS）         | MBSラジオ （Mラジ、MBS） 朝日放送ラジオ （ABC） |                                              | ▼ラジオ大阪 （OBC）                         | FM COCOLO （COCOLO） （京都市 大阪市・堺市 東大阪市 関西国際空港 奈良市 神戸市 尼崎市） | エフエム京都 （α-station）           | 6                         | |                            |        |                         |
| 近畿         | 大阪府       | NHK大阪放送局    | NHK大阪放送局    | NHK大阪放送局     |                                    | MBSラジオ （Mラジ、MBS） 朝日放送ラジオ （ABC） | エフエム大阪 （FM大阪、fmo）                 | ▼ラジオ大阪 （OBC）                         | FM COCOLO （COCOLO） （京都市 大阪市・堺市 東大阪市 関西国際空港 奈良市 神戸市 尼崎市） | FM802                                |                           | 9                                                                                                  |                            |        |                         |
| 近畿         | 奈良県       | NHK大阪放送局    | NHK大阪放送局    | NHK奈良放送局     |                                    | MBSラジオ （Mラジ、MBS） 朝日放送ラジオ （ABC） |                                              | ▼ラジオ大阪 （OBC）                         | FM COCOLO （COCOLO） （京都市 大阪市・堺市 東大阪市 関西国際空港 奈良市 神戸市 尼崎市） | 2                                    |                           | |                            |        |                         |
| 近畿         | 兵庫県       | NHK大阪放送局    | NHK大阪放送局    | NHK神戸放送局     | ラジオ関西 （CRK）                 | MBSラジオ （Mラジ、MBS） 朝日放送ラジオ （ABC） | 兵庫エフエム放送 （Kiss FM KOBE）            | ▼ラジオ大阪 （OBC）                         | FM COCOLO （COCOLO） （京都市 大阪市・堺市 東大阪市 関西国際空港 奈良市 神戸市 尼崎市） | 11                                   |                           | |                            |        |                         |
| 近畿         | 和歌山県     | NHK大阪放送局    | NHK大阪放送局    | NHK和歌山放送局   | ▼和歌山放送 （wbs和歌山放送、WBS） | MBSラジオ （Mラジ、MBS） 朝日放送ラジオ （ABC） |                                              | ▼ラジオ大阪 （OBC）                         |                                                                                         |                                      | 4                         | |                            |        |                         |
| 徳島県       | 徳島県       | NHK徳島放送局    | NHK大阪放送局    | NHK徳島放送局     | ★四国放送 （JRT）                  | ★四国放送 （JRT）                               |                                              |                                             | エフエム徳島 （FM徳島）                                                                 | 1                                    |                           | |                            |        |                         |
| 高知県       | 高知県       | NHK高知放送局    | NHK高知放送局    | NHK高知放送局     |                                    | ★高知放送 （RKC）                               | ★高知放送 （RKC）                            | エフエム高知 （Hi-Six、FMK）                | 1                                                                                       |                                      |                           | |                            |        |                         |
| 愛媛県       | 愛媛県       | NHK松山放送局    | NHK松山放送局    | NHK松山放送局     | ★南海放送 （RNB）                  | ★南海放送 （RNB）                               | エフエム愛媛 （FM愛媛）                      | 2                                           |                                                                                         |                                      |                           | |                            |        |                         |
| 香川県       | 香川県       | NHK高松放送局    | NHK高松放送局    | NHK高松放送局     | ★西日本放送ラジオ （RNC）          | ★西日本放送ラジオ （RNC）                       | エフエム香川 （FM香川）                      | 2                                           |                                                                                         |                                      |                           | |                            |        |                         |
| 岡山県       | 岡山県       | NHK岡山放送局    | NHK岡山放送局    | NHK岡山放送局     | ★RSKラジオ （RSK）                 | ★RSKラジオ （RSK）                              | 岡山エフエム放送 （FM岡山、VV-FM）           | 5                                           |                                                                                         |                                      |                           | |                            |        |                         |
| 鳥取県       | 鳥取県       | NHK鳥取放送局    | NHK鳥取放送局    | NHK鳥取放送局     | ★山陰放送 （BSS）                  | ★山陰放送 （BSS）                               | エフエム山陰 （V-air、FSK）                  | 2                                           |                                                                                         |                                      |                           | |                            |        |                         |
| 島根県       | 島根県       | NHK松江放送局    | NHK松江放送局    | NHK松江放送局     | ★山陰放送 （BSS）                  | ★山陰放送 （BSS）                               | エフエム山陰 （V-air、FSK）                  | 1                                           |                                                                                         |                                      |                           | |                            |        |                         |
| 広島県       | 広島県       | NHK広島放送局    | NHK広島放送局    | NHK広島放送局     | ★中国放送 （RCC）                  | ★中国放送 （RCC）                               | 広島エフエム放送 （広島FM、HFM）             | 6                                           |                                                                                         |                                      |                           | |                            |        |                         |
| 山口県       | 山口県       | NHK山口放送局    | NHK山口放送局    | NHK山口放送局     | ★山口放送 （KRY）                  | ★山口放送 （KRY）                               | エフエム山口 （FM山口、FMY）                 | 7                                           |                                                                                         |                                      |                           | |                            |        |                         |
| 福岡県       | 福岡         | NHK福岡放送局    | NHK福岡放送局    | NHK福岡放送局     | ★RKB毎日放送 （RKB）               |                                                 |                                              | ★九州朝日放送 （KBC）                       | ★九州朝日放送 （KBC）                                                                   | エフエム福岡 （FM福岡、FMF）         | CROSS FM                  | ラブエフエム国際放送 （LOVE FM） （福岡市 北九州市 久留米市 大牟田市）                             | 2                          |        |                         |
| 福岡県       | 北九州       | NHK北九州放送局  | NHK北九州放送局  | NHK北九州放送局   | ★RKB毎日放送 （RKB）               | 3                                               |                                              | ★九州朝日放送 （KBC）                       | ★九州朝日放送 （KBC）                                                                   | エフエム福岡 （FM福岡、FMF）         | CROSS FM                  | ラブエフエム国際放送 （LOVE FM） （福岡市 北九州市 久留米市 大牟田市）                             |                            |        |                         |
| 長崎県       | 長崎県       | NHK長崎放送局    | NHK長崎放送局    | NHK長崎放送局     |                                    | ★長崎放送 （NBC）                               | ★長崎放送 （NBC）                            |                                             |                                                                                         | エフエム長崎 （FM Nagasaki、FMN）    |                           | | 7                          |        |                         |
| 佐賀県       | 佐賀県       | NHK佐賀放送局    | NHK熊本放送局    | NHK佐賀放送局     | ●NBCラジオ佐賀                     | ●NBCラジオ佐賀                                  | エフエム佐賀 （FM佐賀、FMS）                 | ラブエフエム国際放送 （LOVE FM） （佐賀市） | 2                                                                                       |                                      |                           | |                            |        |                         |
| 熊本県       | 熊本県       | NHK熊本放送局    | NHK熊本放送局    | NHK熊本放送局     | ★熊本放送 （RKK）                  | ★熊本放送 （RKK）                               | エフエム熊本 （エフエム・クマモト、FMK）     |                                             | 3                                                                                       |                                      |                           | |                            |        |                         |
| 大分県       | 大分県       | NHK大分放送局    | NHK大分放送局    | NHK大分放送局     | ★大分放送 （OBS）                  | ★大分放送 （OBS）                               | エフエム大分 （Air-Radio FM88）              | 3                                           |                                                                                         |                                      |                           | |                            |        |                         |
| 宮崎県       | 宮崎県       | NHK宮崎放送局    | NHK宮崎放送局    | NHK宮崎放送局     | ★宮崎放送 （MRT）                  | ★宮崎放送 （MRT）                               | エフエム宮崎 （JOY FM）                      | 3                                           |                                                                                         |                                      |                           | |                            |        |                         |
| 鹿児島県     | 鹿児島県     | NHK鹿児島放送局  | NHK鹿児島放送局  | NHK鹿児島放送局   | ★南日本放送 （MBC）                | ★南日本放送 （MBC）                             | エフエム鹿児島 （μFM）                       | 9                                           |                                                                                         |                                      |                           | |                            |        |                         |
| 沖縄県       | 沖縄県       | NHK沖縄放送局    | NHK沖縄放送局    | NHK沖縄放送局     | ★琉球放送 （RBC）                  |                                                 |                                              | ラジオ沖縄 （ROK）                          | ラジオ沖縄 （ROK）                                                                      | エフエム沖縄 （FM沖縄、JOIU）        | 15                        | |                            |        |                         |

### 備考
- 奈良県、和歌山県の県域FM放送局は、開局に至っていないが割り当て周波数は確保されている（奈良県：85.8MHz、和歌山県：77.2MHz）。
- AMステレオ放送実施局は全局が親局のみ実施している。
- 徳島県内にあるNHK第2放送の中継局池田中継局はNHK松山放送局の管轄。
- 関東・近畿・中京のradiko実施放送局（エフエム群馬・エフエム栃木・栃木放送・エフエム岐阜・三重エフエム放送・エフエム滋賀・和歌山放送を除く）と福岡のAM放送局（九州朝日放送・RKB毎日放送）は、配信対象エリアを放送対象地域内に限定していない（事実上の広域放送扱い）。
- 京都放送は、radikoでは京都府向けの配信内容であり、滋賀県向けのKBS滋賀の配信はない。
- 長崎放送・ラブエフエム国際放送は佐賀県（長崎放送はNBCラジオ佐賀）も放送対象地域としている。radikoでは長崎放送の配信は佐賀県でも実施されるが、配信内容こそ長崎親局のものであり、NBCラジオ佐賀の配信ではない。佐賀県のラブエフエム国際放送は配信対象地域外となる。

## 全国放送

### 短波放送
特定地上基幹放送事業者（1社）。
- 日経ラジオ社（ラジオNIKKEI 旧：日本短波放送→ラジオたんぱ）※「radiko」で第1放送（ラジオNIKKEI第1）・第2放送（ラジオNIKKEI第2）を全国同時配信中。

### 衛星放送
衛星放送においては特定基幹放送制度がなく、認定基幹放送制度もしくは一般放送制度となっている。

#### 衛星基幹放送（BS放送）
- 放送大学（基幹放送局提供事業者は放送衛星システム）

#### 衛星一般放送（CS放送）
法令上は放送局以外の無線局を使用して行われている。以下の一般放送事業者等は、いずれも電気通信事業者のスカパーJSATが保有する無線局設備を使用している。
- music AirBee!（USEN）

### 有線一般放送（有線ラジオ放送）
無線局を使用しない放送であり、厳密には「ラジオ放送局」の定義から外れるが、「ラジオ放送を行う放送事業者」には該当する。
- USEN（USEN440）
- キャンシステム

### その他
- ミュージックバード（エフエム東京系。以前は衛星一般放送（CS放送）だったが、2024年3月以降はコミュニティ放送向け番組の供給のみ）

## ネットワーク
- JRN - TBSラジオをキーステーションとする全国ネットワーク機構
- NRN - 文化放送およびニッポン放送をキーステーションとする全国ネットワーク機構
- 火曜会 - AM局が参加する全国ネットワーク及び番組交流機構。キーステーションはない
- JFN - TOKYO FMをキーステーションとする全国ネットワーク機構
- JFL - J-WAVEを事実上の幹事局とする全国ネットワーク機構
- 独立局 - いずれのネットワークにも属さない

### 過去
- MegaNet - InterFM897をキーステーションとする外国語放送局の全国ネットワーク機構。InterFM897がJFN特別加盟となってからはネットワークとしては機能が停止している
- 全国FM連合 - 独立局をも含む52の民放FM全局が参加するネットワーク機構。幹事社はTOKYO FMとJ-WAVE

## 臨時放送局
下記についての詳細は当該項目を参照。
- イベント放送局
- 臨時災害放送局

## その他
- AFN（旧：FEN）
- 日本FEBC
- デジタルラジオ
  - BSデジタル音声放送
  - CSデジタル音声放送
  - 地上デジタル音声放送
- 放送法によらないもの - いわゆる「放送」ではない
  - ミニFM
  - 路側放送（道路情報ラジオ、ハイウェイラジオ）

## 廃止もしくは放送終了した局・事業者

### 廃止局・事業者

#### AM放送局
- ラジオ佐世保（ラジオ長崎に吸収合併、長崎放送となる。コールサインは現存）
- 近畿東海放送（ラジオ東海と合併し東海ラジオ放送に。近畿東海放送時代の親局は合併後廃止）
- ラジオ東海（近畿東海放送と合併し東海ラジオ放送に。ラジオ東海時代の親局は合併後廃止）
- 極東放送（AMを廃止・FMに転換し社名をFM沖縄に改称。混信対策）

#### FM放送局
- 愛知国際放送（経営不振のため、2010年9月30日で放送終了、閉局）
- Radio NEO（愛知国際放送の方針を引き継いで2014年に開局したが、経営不振のため、2020年6月30日で放送終了、閉局）
- 新潟県民エフエム放送（経営不振のため、2020年6月30日で放送終了、閉局）

#### CS-PCM放送
- PCMセントラル（中部日本放送系、1993年6月4日で放送終了、7月1日に閉局）
- PCMジャパン（日本テレビ系、1993年6月4日で放送終了、7月1日に閉局）

### 放送終了事業者

#### FM放送局
- 放送大学学園（関東広域圏を対象エリアとして放送、2018年9月で放送を終了しBS放送に一本化）

#### BS放送（BSデジタル音声放送の終了に伴う）
- BS BIRD（ミュージックバード運営、2004年11月30日で放送終了）
- JFN衛星放送（JFN系、2005年11月30日で放送終了）
- ビー・エス・コミュニケーションズ（BSラジオNIKKEI、日経ラジオ社系、2006年3月31日で放送終了）
- World Independent Networks Japan（通称：WINJ、旧：セント・ギガ→クラブ・コスモ、総務省が委託放送事業者の指定を取り消したのを受けて2006年10月31日で放送終了）

以下はテレビ放送に特化
- BS日本（日本テレビ系） - ラジオ放送はアール・エフ・ラジオ日本が制作を担当
- BS朝日（テレビ朝日系）
- BS-i（現：BS-TBS、TBS系） - ラジオ放送はTBSラジオ&コミュニケーションズが制作を担当
- BSジャパン（現：BSテレビ東京、テレビ東京系）
- BSフジ（フジテレビ系）
  - LFX488（ニッポン放送制作、2006年3月31日で放送終了） - インターネットでの放送はLFX mudigiで継続
  - BSQR489（文化放送制作、2006年3月31日で放送終了）
- WOWOW（WOWOW WAVE）

#### CS放送
- SPACE DiVA（2024年2月29日放送終了）

##### スカパー!
- はいさい!ラジオ506（ラジオ沖縄運営、2001年9月30日で放送終了）
- デジタルたんぱ（ラジオたんぱ運営、2004年3月31日で放送終了）
- DIGITAL J-WAVE 505（J-WAVE運営、2004年9月30日で放送終了）
- 放送大学学園（BS放送に移行のため2012年3月31日で放送終了）
- スターデジオ（第一興商、2024年3月31日放送終了）

##### CS-PCM放送
- サテライトミュージック（大映系、ミュージックバードと合併）
- ジパング・アンド・スカイコミュニケーションズ（TBS・角川書店・日本ヘラルド映画系、ミュージックバードと合併）

##### 110度CS放送
- スペーステリア（サウンドテリア、TOKYO FM・三菱商事系、2004年3月31日で放送終了）

##### 2.6GHz帯衛星デジタル音声放送
- モバイル放送（モバHO!、東芝系、2009年3月31日でサービス終了）

#### マルチメディア放送
- i-dio（V-Low帯マルチメディア放送、2020年3月31日で放送終了）

## 業界団体
- 地方民間放送共同制作協議会（火曜会） - 東京・大阪以外の全国のAMラジオ局が加盟している団体。

## ラジオ開局日

### 1951年
- 1. 中部日本放送 1951年9月1日　JOAR（日本初の民放ラジオ局。2013年4月1日に「CBCラジオ」に免許を承継）
- 2. 新日本放送 1951年9月1日　JOOR（中部日本放送から5時間半遅れでの同日開局、1958年6月1日に「毎日放送」となった。2021年4月1日に「MBSラジオ」に免許を承継）
- 3. 朝日放送 1951年11月11日　JONR（2018年4月1日に「朝日放送ラジオ」に免許を承継）
- 4. ラジオ九州 1951年12月1日　JOFR（1958年8月1日に「RKB毎日放送」となった）
- 5. 京都放送 1951年12月24日　JOBR
- 6. ラジオ東京 1951年12月25日　JOKR（1960年11月29日に「東京放送」、2001年10月1日に「TBSラジオ&コミュニケーションズ」、2016年4月1日に「TBSラジオ」となった）

### 1952年
- 7. 北海道放送 1952年3月10日　JOHR（JOHE JOTL JOHS JOTS JOHO JOFM JOFN JOQF JOTN JOHW JOQM JOQN JOQL JOQS）
- 8. 信越放送 1952年3月25日　JOSR（JOSO JOSL JOSW JOSE）
- 9. 文化放送 1952年3月31日　JOQR
- 10. ラジオ関西 1952年4月1日　JOCR
- 11. 東北放送 1952年5月1日　JOIR
- 12. 北陸放送 1952年5月10日　JOMR
- 13. 四国放送 1952年7月1日　JOJR
- 14. 北日本放送 1952年7月1日　JOLR
- 15. 福井放送 1952年7月20日　JOPR
- 16. 中国放送 1952年10月1日　JOER（JOEO）
- 17. 静岡放送 1952年11月1日　JOVR（JOVE JOVO）
- 18. 新潟放送 1952年12月24日　JODR（JODE JODO）

### 1953年
- 19. 長崎放送 1953年3月1日　JOUR（JOMF　JOUE　JOUO）
- 20. 高知放送 1953年9月1日　JOZR
- 21. 熊本放送 1953年10月1日　JOBF
- 22. 大分放送 1953年10月1日　JOGF
- 23. RSK山陽放送 1953年10月1日　JOYR
- 24. 西日本放送 1953年10月1日　JOKF（JOKL）
- 25. 南海放送 1953年10月1日　JOAF（JOAL JOAM JOAN JOAS）
- 26. 南日本放送 1953年10月10日　JOCF
- 27. 青森放送 1953年10月12日　JOGR（JOGO JOGE）
- 28. 山形放送 1953年10月15日　JOEF
- 29. 秋田放送 1953年11月1日　JOTR（JOTO JOTE）
- 30. ラジオ福島 1953年12月1日　JOWR（JOFL JOWO JOWE JOWW）
- 31. IBC岩手放送 1953年12月25日　JODF（JODM JODL JODN）

### 1954年
短波による商業放送の開始
- 32. 九州朝日放送 1954年1月1日　JOIF（JOIL JOIM）
- 33. 山陰放送 1954年3月1日　JOHF（JOHL JOHM JOHN）
- 34. 宮崎放送 1954年7月1日　JONF
- 35. 山梨放送 1954年7月1日　JOJF
- 36. ニッポン放送 1954年7月15日　JOLF
- 37. 日本短波放送 1954年8月27日　JOZ（JOZ2 JOZ3 JOZ5 JOZ6 JOZ7）（2003年10月1日より日経ラジオ社となった。日本最初にして最後の、また世界で唯一の民間短波放送局）
- 38. 琉球放送 1954年10月1日　JORR

### 1956年
- 39. 山口放送 1956年4月1日　JOPF（JOPL JOPM JOPN JOPO）

### 1958年
- 40. 大阪放送 1958年7月1日　JOUF（2025年1月1日より「ラジオ大阪」となった）
- 41. NBCラジオ佐賀 1958年8月1日　JOUO（2021年10月からは独自編成から長崎放送と同編成となった）
- 42. ラジオ関東 1958年12月24日　JORF（JORL）（1981年10月1日より「アール・エフ・ラジオ日本」となった）

### 1959年
- 43. 和歌山放送 1959年4月1日　JOVF（JOVL JOVM）

### 1960年
超短波放送の誕生
- 44. 東海ラジオ放送 1960年4月1日　JOSF（JOSN JOTM JOSM）
- 45. FM東海 1960年5月2日　JS2H（日本初の超短波放送（FM放送）。1970年4月26日より「エフエム東京　JOAU-FM」となった）
- 46. KBS滋賀 1960年5月25日　JOBW
- 47. ラジオ沖縄 1960年7月1日　JOXR

### 1962年
- 48. 札幌テレビ放送 1962年12月15日　JOWF（JOWF JOWL JOWN JOWM JOVX JOYS JOWS JOXS）（2005年10月1日に「STVラジオ」に免許を承継）
- 49. 岐阜放送 1962年12月24日　JOZF

### 1963年
- 50. 茨城放送 1963年4月1日　JOYF（JOYL）（2024年2月1日よりLuckyFM茨城放送となった）
- 51. ラジオ栃木 1963年4月1日　JOXF（JOXM JOXN）（1969年6月1日より栃木放送となった）

### 1969年
- 52. エフエム愛知 1969年12月24日　JOCU-FM

### 1970年
- 53. エフエム大阪 1970年4月1日　JOBU-FM
- 54. エフエム福岡 1970年7月15日　JODU-FM

### 1982年
県域FM局の開局ラッシュ始まる
- 55. エフエム愛媛 1982年2月1日　JOEU-FM
- 56. エフエム北海道 1982年9月15日　JOFU-FM
- 57. エフエム長崎 1982年10月1日　JOHU-FM
- 58. エフエム仙台 1982年12月1日　JOJU-FM
- 59. 広島エフエム放送 1982年12月5日　JOGU-FM

### 1983年
- 60. 静岡エフエム放送 1983年4月1日　JOKU-FM

### 1984年
- 61. エフエム沖縄 1984年9月1日　JOIU-FM
- 62. エフエム宮崎 1984年12月1日　JOMU-FM
- 63. 福井エフエム放送 1984年12月18日　JOLU-FM

### 1985年
- 64. エフエム秋田 1985年4月1日　JOPU-FM
- 65. 富山エフエム放送 1985年4月1日　JOOU-FM
- 66. 三重エフエム放送 1985年6月1日　JONU-FM
- 67. エフエム岩手 1985年10月1日　JOQU-FM
- 68. エフエム群馬 1985年10月1日　JORU-FM
- 69. エフエム熊本 1985年11月1日　JOSU-FM
- 70. エフエム山口 1985年12月1日　JOUU-FM
- 71. 横浜エフエム放送 1985年12月20日　JOTU-FM（民放FM初の独立局かつ非JFN局）

### 1986年
- 72. エフエム山陰 1986年10月1日　JOVU-FM

### 1987年
- 73. エフエム青森 1987年4月1日　JOWU-FM
- 74. エフエムラジオ新潟 1987年10月1日　JOXU-FM

### 1988年
- 75. エフエム香川 1988年4月1日　JOYU-FM
- 76. エフエム富士 1988年8月8日　JOCV-FM
- 77. 長野エフエム放送 1988年10月1日　JOZU-FM
- 78. J-WAVE 1988年10月1日　JOAV-FM
- 79. エフエムナックファイブ 1988年10月31日　JODV-FM

### 1989年
平成新局の開局が始まる
- 80. エフエム山形 1989年4月1日　JOEV-FM
- 81. FM802 1989年6月1日　JOFV-FM
- 82. ベイエフエム 1989年10月1日　JOGV-FM

### 1990年
- 83. エフエム石川 1990年4月1日　JOHV-FM
- 84. 兵庫エフエム放送 1990年10月1日　JOIV-FM（2010年10月1日より現法人に事業継承）
- 85. エフエム大分 1990年10月1日　JOJV-FM

### 1991年
- 86. エフエム京都 1991年7月1日　JOKV-FM

### 1992年
- 87. エフエム徳島 1992年4月1日　JOMV-FM
- 88. エフエム高知 1992年4月1日　JOLV-FM
- 89. エフエム佐賀 1992年4月1日　JONV-FM
- 90. エフエム鹿児島 1992年10月1日　JOOV-FM

### 1993年
- 91. FM NORTH WAVE 1993年8月1日　JOPV-FM
- 92. CROSS FM 1993年9月1日　JORV-FM（2008年7月1日より現法人に事業継承）
- 93. ZIP-FM 1993年10月1日　JOQV-FM

### 1994年
- 94. エフエム栃木 1994年4月1日　JOSV-FM

### 1995年
- 95. エフエム福島 1995年10月1日　JOTV-FM
- 96. FM COCOLO 1995年10月16日　JOAW-FM（2010年4月より放送免許をFM802が継承し1局2波体制で放送）

### 1996年
奈良県以外の全国で県域民放ラジオ放送の開局完了（奈良県の広域局はある）
- 97. InterFM 1996年4月1日　JODW-FM
- 98. エフエム滋賀 1996年12月1日　JOUV-FM

### 1997年
- 99. ラブエフエム国際放送 1997年4月1日　JOFW-FM（2011年1月1日より現法人に事業継承）

### 1999年
- 100. 岡山エフエム放送 1999年4月1日　JOVV-FM

### 2000年
- 101. 愛知国際放送 2000年4月1日　JOGW-FM（2010年9月30日で放送終了、閉局。社の方向はInterFM NAGOYAに引き継がれる）
- 102. 新潟県民エフエム放送 2000年12月20日　JOWV-FM（2020年6月30日で放送終了、閉局）

### 2001年
奈良県・和歌山県・茨城県以外の全国で県域民放FMラジオ放送の開局完了
- 103. エフエム岐阜 2001年4月1日　JOXV-FM（2014年3月1日より現法人に事業継承）

### 2014年
10余年ぶりに民放FMの新局が開設される
- 104. InterFM NAGOYA→Radio NEO 2014年4月1日　JOCW-FM（2013年11月1日事業免許・2020年6月30日で放送終了、正午に停波、閉局）